# Marie-Eugénie de Jésus
Marie-Eugénie de Jésus, född Anne-Eugénie Milleret de Brou 25 augusti 1817 i Metz, död 10 mars 1898 i Paris, var en fransk romersk-katolsk nunna och grundare av Assumptionssystrarnas kongregation år 1839. Hon vördas som helgon i Romersk-katolska kyrkan, med minnesdag den 10 mars.

## Bilder
| - Informationstavla vid entrén till Assumptionssystrarnas moderhus och kapell i Paris. |

### Webbkällor
- ”Santa Maria Eugenia di Gesù (Anna Milleret de Brou), fondatrice”. Santi e Beati. http://www.santiebeati.it/dettaglio/44400. Läst 28 december 2020.